# Edgar Anstey
Harold „Edgar“ Macfarlane Anstey (* 16. Februar 1907 in Watford, Hertfordshire, England; † 26. September 1987 in London) war ein britischer Filmproduzent.

## Leben
Anstey studierte an der Birkbeck College und arbeitete nach dem Ende seiner Schulausbildung zunächst als Angestellter im Öffentlichen Dienst. 1930 schloss er sich der Filmabteilung des Empire Marketing Board an, einer staatlichen Einrichtung für Konsumforschung und Öffentlichkeitsarbeit für britische Waren. Dort wurde er ein Schüler des wegbereitenden Dokumentarfilmers John Grierson. Auch mit dessen Schwester Ruby Grierson arbeitete er zusammen. Nachdem das EMB Ende 1933 geschlossen worden war, wurde er 1935 Produktionsleiter der Londoner Zweigstelle der US-amerikanischen Wochenschauproduktion The March of Time. Während des Zweiten Weltkriegs produzierte er Kurzfilme für die britische Regierung. Nach Kriegsende schloss er sich British Transport Films an, zudem war er während der 1940er Jahre als Filmkritiker für The Spectator tätig. Mitte der 1950er Jahre wurde er zum Leiter der British Film Academy ernannt. Zudem war er Senior Fellow des Royal College of Art.
Zwischen 1964 und 1967 war er in drei aufeinander folgenden Jahren für den Oscar nominiert, bei seiner dritten Nominierung konnte er 1967 die Auszeichnung für den Kurzfilm Wild Wings entgegennehmen.

## Filmografie (Auswahl)
- 1934: Airport
- 1941: Défense contre avions
- 1951: Work in Progress
- 1953: The Elephant Will Never Forget
- 1956: The Long Night Haul
- 1958: Under Night Streets
- 1960: Blue Pullman
- 1963: Thirty Million Letters
- 1963: Schnee (Snow)
- 1966: Wild Wings
- 1970: Railways for Ever
- 1979: Der elektrische Eskimo (Electric Eskimo)

## Auszeichnungen
- 1964: Oscar-Nominierung für Thirty Million Letters
- 1966: Oscar-Nominierung für Schnee
- 1967: Oscar für Wild Wings